# 瓦迪斯瓦夫·安德斯
瓦迪斯瓦夫·阿爾伯特·安德斯（波蘭語：Władysław Albert Anders；1892年8月11日—1970年5月12日），波蘭陸軍將領，後來成為政治人物和波蘭流亡政府在倫敦的重要成員。
安德斯於1892年出生在當時屬於俄羅斯帝國的克羅希涅-布沃尼（Krośniewice-Błonie）。第一次世界大戰期間，他在俄羅斯帝國陸軍中服役，後來在1918年波蘭重新獲得獨立後加入波蘭陸軍。在第二次世界大戰期間，安德斯被蘇聯軍隊俘虜並被監禁，但後來被釋放，組建了一支波蘭軍隊，與蘇聯紅軍一起對抗德國人。他帶領波蘭第2軍參加了整個義大利的戰役，包括攻占蒙特卡西諾。戰後，安德斯被蘇聯建立的波蘭共產主義政府剝奪公民身份和軍銜。他留在英國，為波蘭流亡政府和各種慈善機構工作。1989年，波蘭的共產主義統治崩潰後，他的公民身份和軍銜被重新追認。

## 外部連結
- 维基共享资源上的相關多媒體資源：瓦迪斯瓦夫·安德斯
- Władysław Anders Collection （页面存档备份，存于） at the Hoover Institution Archives （页面存档备份，存于）
- 有关瓦迪斯瓦夫·安德斯在德国经济学中央图书馆（ZBW）20世纪新闻档案中的剪报。
- Professor Norman Davies on his forthcoming book Trail of Hope and Anders' exodus from the USSR （页面存档备份，存于）